# Démographie de l'Alberta

L'Alberta au Canada.

L'Alberta, au Canada, a connu un taux de croissance relativement élevé au cours des dernières années, en grande partie à cause de son économie. Entre 2003 et 2004, la province a connu des taux de natalité élevés (comparables à ceux de certaines grandes provinces comme la Colombie-Britannique), une immigration relativement élevée et un taux élevé de migration interprovinciale par rapport aux autres provinces. 
L'Alberta a une population de 4 067 175 habitants selon le recensement de 2016.

## Urbanisation
Environ 81 % de la population de l'Alberta vit dans les zones urbaines et seulement 19 % vivent dans les zones rurales. Deux aires urbaines sont fortement peuplées, Calgary et Edmonton (respectivement la quatrième et sixième agglomération du Canada par leur population), plus de la moitié des habitants de la province y résidant. Le corridor Calgary-Edmonton est la zone la plus urbanisée de l'Alberta et l'une des quatre régions urbaines du Canada.
| Agglomération urbaine                         | 2016      | 2011      | 2001    |
| --------------------------------------------- | --------- | --------- | ------- |
| Calgary                                       | 1 392 609 | 1 214 839 | 951 395 |
| Edmonton                                      | 1 321 426 | 1 159 869 | 937 845 |
| Lethbridge                                    | 117 394   | 105 999   | 67 374  |
| Red Deer                                      | 100 418   | 90 564    | 67 707  |
| Medicine Hat                                  | 76 522    | 72 807    | 61 735  |
| Wood Buffalo                                  | 73 320    | 66 896    | 42 602  |
| Grande Prairie                                | 63 166    | 55 655    | 36 983  |
| Lloydminster (dont la partie en Saskatchewan) | 34 583    | 30 798    | 20 988  |
| Okotoks                                       | 28 881    | 24 511    |         |
| Brooks                                        | 24 662    | 23 430    | 11 604  |

| Municipalité        | 2016      | 2011      | 2001    |
| ------------------- | --------- | --------- | ------- |
| Calgary             | 1 239 220 | 1 096 833 | 878 866 |
| Edmonton            | 932 546   | 812 201   | 666 104 |
| Red Deer            | 100 418   | 90 564    | 67 707  |
| Comté de Strathcona | 98 044    | 92 490    | 71 986  |
| Lethbridge          | 92 729    | 83 517    | 67 374  |
| Wood Buffalo        | 71 589    | 65 565    | 41 466  |
| Saint-Albert        | 65 589    | 61 466    | 53 081  |
| Medicine Hat        | 63 260    | 60 005    | 51 249  |
| Grande Prairie      | 63 166    | 55 655    | 36 983  |
| Airdrie             | 61 581    | 43 271    | 20 382  |

## Immigration
Le recensement du Canada de 2011 a dénombré un total de 644 115 immigrants vivant en Alberta, dont 257 230 personnes arrivées après 2001.
Les pays de naissance les plus souvent déclarés par les immigrants vivant en Alberta étaient :
| Rang | Pays d'origine | Population totale |
| ---- | -------------- | ----------------- |
| 1.   | Philippines    | 69 575            |
| 2.   | Inde           | 59 020            |
| 3.   | Royaume-Uni    | 58 245            |
| 4.   | Chine          | 49 595            |
| 5.   | États-Unis     | 31 050            |
| 6.   | Viêt Nam       | 26 020            |
| 7.   | Allemagne      | 20 085            |
| 8.   | Pakistan       | 19 110            |
| 9.   | Hong Kong      | 17 300            |
| 10.  | Pologne        | 16 335            |
| 11.  | Pays-Bas       | 15 290            |
| 12.  | Mexique        | 10 755            |
| 13.  | Corée du Sud   | 9 575             |
| 14.  | Liban          | 8 390             |
| 15.  | Italie         | 8 050             |
| 16.  | Colombie       | 6 860             |
| 17.  | Ukraine        | 6 430             |
| 18.  | Éthiopie       | 6 375             |
| 19.  | Roumanie       | 6 235             |
| 20.  | Afrique du Sud | 6 010             |